# Legende (Film)
Legende ist ein US-amerikanischer Fantasyfilm des britischen Regisseurs Ridley Scott aus dem Jahr 1985, der am 21. November 1985 in die deutschen Kinos kam. Der Film ist eine Co-Produktion von 20th Century Fox, Embassy International Pictures, Legend Production Company Ltd. und Universal Pictures in den USA bzw. 20th Century Fox in Europa.

## Handlung
Der Herr der Finsternis, verbannt zu einer Existenz im Schatten, möchte alleiniger Herrscher über die Welt werden. Doch dies kann er nur, wenn er die letzten noch verbliebenen Einhörner tötet, die durch ihre Zauberkraft das Gute in der Welt beschützen. Erst wenn das Horn des letzten Einhorns zerbricht, wird die Welt von Dunkelheit und Kälte heimgesucht werden; dann kann der Herr der Finsternis die Herrschaft über die Welt übernehmen. Er schickt daher seine Kobold-Helfer  mit dem Auftrag los, die scheuen weißen Tiere zu vernichten, die sich in dem unergründlichen, geheimnisvollen Märchenwald verstecken. Dazu will er sich der Arglosigkeit der Unschuld bedienen, die in den reinen Herzen junger Menschen wohnt. Die Kobolde finden bald eine solche Kandidatin: die junge Prinzessin Lily, die oft in den Wald kommt, um dort ihren Geliebten, den Waldläufer Jack, zu besuchen.
Durch einen Verstoß von Prinzessin Lily gegen die Gesetze des Waldes wird das letzte männliche Einhorn von den Kobolden getötet, und Lily und das allerletzte noch lebende Einhorn geraten schließlich in die Fänge der bösen Kobolde. Damit wird es nun für den satanischen Herrn der Finsternis möglich, die Welt in Dunkelheit und Grauen zu verwandeln. Zuvor möchte er jedoch Lily zu seiner Braut machen, um den Triumph des Verderbens auszukosten. Doch er hat die Rechnung ohne Jack gemacht, der sich mit Hilfe des Elfs Gump, einiger Gnome und einer Fee auf den Weg zum „Großen Baum der Finsternis“ macht, um zu verhindern, dass das letzte Einhorn getötet wird. Mit seinen Freunden gerät er auch bald in das unterirdische Reich des Herrn der Finsternis. Nach zahlreichen Schrecken gelingt es der Gruppe, mit Hilfe blank polierter Silberteller das Licht der Sonne in das Schloss zu leiten und so den Herrn der Finsternis zu überwinden, der schließlich in die Tiefe des Weltall-Abgrunds stürzt.

## Hintergrund
Die Dreharbeiten fanden unter anderem in Decatur, Georgia, den Pinewood Studios in Iver Heath, England, und dem Silver Springs Boulevard in Ocala, Florida, statt. Die Bühnenbauten in den Pinewood Studios (die berühmte „007-Bühne“) brannten während der Dreharbeiten vollständig ab. Dies erzwang die Fertigstellung des Films auf teilweise hastig improvisierten Einrichtungen.
Der Film kam wegen der Umgestaltungen erst am 18. April 1986 in die US-Kinos und erwies sich als finanzieller Flop an den US-amerikanischen Kinokassen. Mit einem Budget von 25 Millionen US-Dollar spielte er nur 16 Millionen US-Dollar wieder ein. Erst mit Beginn der weltweiten Vermarktung spielte er seine für die damalige Zeit hohen Kosten ein.

## Themen und Motive
Ein wichtiger Aspekt des Films ist die Versuchung Lilys und die Erfahrung starker erotischer Motive, die von der dunklen Seite, dem Fürsten der Finsternis, auf sie einwirken. Sie verfällt zeitweise der Versuchung der Eitelkeit und nimmt eine dunkle, lustorientierte Gestalt an. Sie bleibt allerdings geistig selbstbestimmt, täuscht den dunklen Fürsten und wendet sich im entscheidenden Augenblick gegen ihn. Die Liebe Jacks, der ihr den Beweis in Form eines wiedergefundenen Rings erbringt, erlöst sie aus der befangenen und ohnmächtigen Situation.
Der Film handelt des Weiteren vom klassischen Ringen dunkler und lichterfüllter Kräfte in einer fantastischen Märchenwelt voller Kreaturen wie Elfen, Zwerge, Einhörner und Dämonen, die in einer für Scott typischen visuell hochrangigen Weise gezeigt werden.

## Kritiken
Die Kritiken für den Film fielen bescheiden aus. So schrieb Christopher Null im Jahr 2002 auf filmcritic.com, dass Legende „nie wirklich die Beschränkungen überwinden [kann], die ihm die Filmbühne als Drehort auferlegte […]; alles sieht ziemlich nach Plastik aus“. Adolf Heinzlmeier und Berndt Schulz attestierten dem Film „Schockeffekte an der Grenze zwischen Kitsch und Gruselkino“.
Das Lexikon des internationalen Films nannte den Film eine „[g]eradlinige Fantasy-Geschichte“. Er schöpfe „die bekannten Klischees des Genres“ aus, sei „dabei wenig originell und stilsicher und allzu kalkuliert auf größtmögliche Breitenwirkung bedacht“. Auch könne er nicht den heraufbeschworenen „Zauber der Märchenwelt“ überzeugend vermitteln. Bisweilen neige der Film zu „recht drastischen Schockeffekten“. Cinema konstatierte, dass Ridley Scott hohe Kosten in Kauf genommen habe, „um seine naive Es-war-einmal-Geschichte prunkvoll auszuschmücken“. Optisch imposant sei „auch der junge Tom Cruise in seinen schmucken Fantasie-Kostümen“. Das Fazit lautete: „Haarsträubende Story, aber toll ausgestattet.“

## Auszeichnungen (Auswahl)
Der Film war bei der Oscarverleihung 1987 in der Kategorie Bestes Make-up und beste Frisuren für den Oscar nominiert, verlor aber gegen Die Fliege. Die British Society of Cinematographers zeichnete Kameramann Alex Thomson 1985 mit dem Best Cinematography Award aus. In den Kategorien Beste Kostüme, Beste Maske und Beste visuelle Effekte war der Film zudem bei der Verleihung der British Academy Film Awards 1986 nominiert.

## Editionsgeschichte

### Filmfassungen
Die ursprüngliche Fassung des Regisseurs wurde aufgrund schlechter Preview-Ergebnisse um 18 Minuten gekürzt (auf 94 min.) und präsentiert ein wenig plausibles Ende. Erst im Jahr 2002 erschien in den USA ein Director’s Cut, der die ursprüngliche Fassung wiederherstellt (113 min). Es existieren insgesamt drei veröffentlichte Versionen des Films, von denen der 2002 herausgegebene Director’s Cut als endgültige Referenz gilt (derzeit nur auf Englisch, mit deutschen Untertiteln, auf deutscher Blu-ray im Bonusmaterial).
- Version DC (Director’s Cut), 113 Minuten: Geschnitten von Terry Rawlings und von Ridley Scott im Jahr 1985 als endgültige Fassung seiner Intention bestätigt. Die Filmmusik ist von Jerry Goldsmith.
- Version EV (Europäische Version), 94 Minuten: Geschnitten von Terry Rawlings und Ridley Scott im Jahr 1985 als Reaktion auf die schlechte Resonanz des Preview-Publikums. Bei dieser Version wurde versucht, den Gehalt des Director’s Cut so weit wie möglich zu bewahren und lediglich eine kürzere Laufzeit zu erzielen. Auch bei dieser Version stammt die Filmmusik von Jerry Goldsmith.
- Version AV (Amerikanische Version), 89 Minuten: Geschnitten von Terry Rawlings und Ridley Scott in den Jahren 1985/86 für den amerikanischen Markt. Diese Version zeigt bedeutende inhaltliche Änderungen gegenüber der europäischen Version, nämlich gravierende Kürzungen, aber auch Ergänzungen. Die Vorgaben zu den Änderungen wurden vom damaligen Präsidenten der Universal Studios, Sidney Sheinberg, gegeben. Die Filmmusik wurde durch eine andere Komposition komplett ersetzt, um ein jugendliches Publikum anzusprechen. Dafür wurde die zur damaligen Zeit in den USA sehr erfolgreiche Elektronik-Gruppe Tangerine Dream engagiert, die unter anderem neben ihrer instrumentalen Musik das Lied Loved by the Sun mit Jon Anderson von der Gruppe Yes aufnahm. Ein weiterer Song im Film wurde von Bryan Ferry beigesteuert.

### Ausgaben (Erstausgaben)
Englische Ausgaben
- 1985 (Twentieth Century Fox) Großbritannien;  Version EV
- 1986 (Universal Pictures) USA;  Version AV
- 2002 (Universal Pictures) USA;  Version DC (Neuauflage 2008)

Deutsche Ausgaben
- 1985 (Twentieth Century Fox); die deutsche Ausgabe basiert auf der Version EV

## Synchronisation
Die deutsche Synchronfassung wurde von der Berliner Synchron nach dem Dialogbuch und unter der Synchronregie von Martin Großmann erstellt.
| Rolle                            | Darsteller       | Synchronsprecher |
| -------------------------------- | ---------------- | ---------------- |
| Jack                             | Tom Cruise       | Nicolas Böll     |
| Prinzessin Lily                  | Mia Sara         | Bettina Spier    |
| Herr der Finsternis              | Tim Curry        | Jürgen Kluckert  |
| Honigdorn Gump / Honeythorn Gump | David Bennent    | David Bennent    |
| Blix                             | Alice Playten    | Renate Danz      |
| Moosball / Screwball             | Billy Barty      | Wolfgang Spier   |
| Pilz-Tom / Brown Tom             | Cork Hubbert     | Klaus Miedel     |
| Pox                              | Peter O’Farrell  | Wolfgang Völz    |
| Bix / Blunder                    | Kiran Shah       | Uwe Paulsen      |
| Oona                             | Annabelle Lanyon | Dorette Hugo     |
| Sumpfmarie / Meg Mucklebones     | Robert Picardo   | Tilly Lauenstein |
| Nell                             | Tina Martin      | Evelyn Meyka     |
| Stimme des Bösen                 |                  | Joachim Kemmer   |

## Verarbeitungen
Das Thema des Films wurde von der dänisch-amerikanischen melodischen Progressive-Power-Metal-Band Pyramaze im Lied Legend des 2004 erschienenen Albums Melancholy Beast aufgenommen.